# هشتگ

هَشتَگ یا هش‌تگ (به انگلیسی: Hashtag) با نشان #، یک نماد پیشوندی و یکی از تگ‌های فراداده است که در خدمات شبکه‌های اجتماعی و میکروبلاگینگ استفاده می‌شود. اگر بخواهیم هشتگ را به زبان ساده‌تر تعریف کنیم، برچسبی است که برای دسته‌بندی و به اشتراک گذاری پست‌ها و نظرات دربارهٔ موضوعی خاص در سطح جهانی و فراتر از حلقه و فهرست دوستان به‌کار می‌رود.
هشتگ ابزاری برای دسته‌بندی پیام‌ها فراهم می‌کند، تا افراد بتوانند آن هشتگ را جستجو کنند و مجموعه‌ای از پیام‌هایی را که شامل آن هستند به دست آورند. عموماً کلیدی‌ترین واژهٔ مربوط به آن موضوع را با نشانهٔ هشتگ همراه می‌کنند. این همراه کردن با استفاده از نشانهٔ # قبل از واژهٔ مورد نظر انجام می‌شود. در نام‌گذاری هشتگ می‌توانید از حروف، اعداد و نشانه‌های مجاز استفاده کنید اما نشانه‌های کارکتری مانند $ یا % غیرمجاز هستند و به شما اجازهٔ نام‌گذاری نمی‌دهند.
هشتگ نخستین بار به وسیله توییتر ایجاد شد و پس از آن توسط بسیاری از شبکه‌های اجتماعی از جمله گوگل پلاس، فیسبوک، فلیکر، اینستاگرام، فرندفید، یوتیوب، پینترست و تلگرام مورد استفاده قرار گرفت.

## مزایا
به‌طور کلی می‌توان مزایای هشتگ را اینگونه برشمرد:
- مطالب گذاشته شده در هشتگ را همه می‌توانند مطالعه کنند و دیگر نیازی نیست هر شخصی مطلب را جداگانه به اشتراک بگذارد.
- با مراجعه به هشتگ، نیازی به جستجوی موضوعتان نیست، می‌توانید مطالب گوناگون مرتبط را مطالعه کنید. همچنین در جستجوی گوگل می‌توانید هشتگ مورد نظر را نوشته و مطالب مربوط را مطالعه کنید.

## خاستگاه

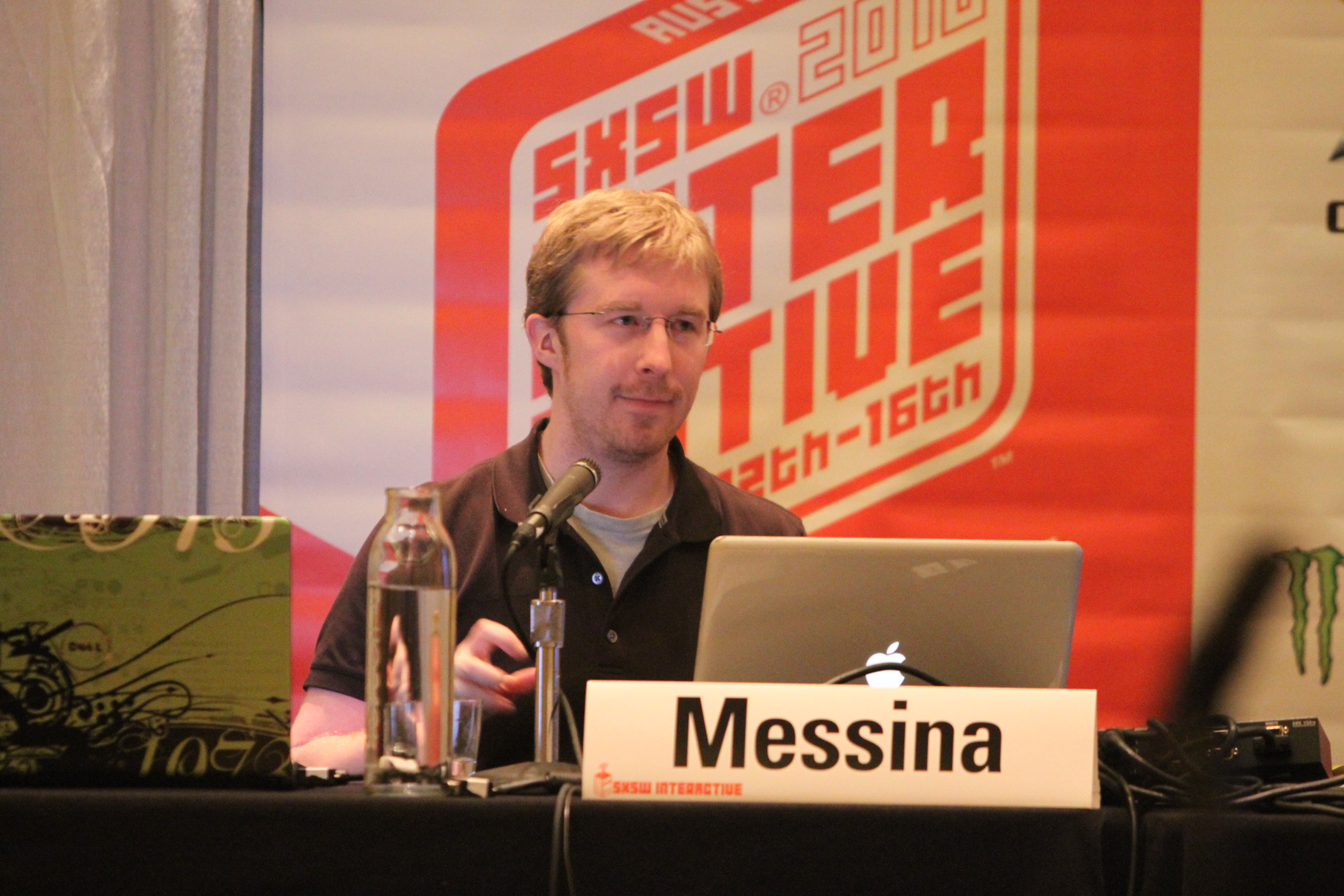
کریس مسینا مخترع هشتگ

علامت پوند یا نماد هشتگ «#» اغلب در فناوری اطلاعات برای برجسته کردن معانی خاص استفاده می‌شود. در سال ۱۹۷۸، برایان کرنیهان و دنیس ریچی در زبان برنامه‌نویسی C برای کلمات کلیدی خاصی که می‌بایست ابتدا پردازش شوند از # استفاده کردند. در سال ۱۹۸۸ در شبکه‌های IRC از علامت پوند به منظور برچسب گذاری گروه‌ها و موضوعات استفاده شد. کریس مسینا با الهام از این کاربرد علامت پوند، پیشنهاد کرد برای تگ کردن موضوعات مورد علاقه در شبکه میکروبلاگینگ در توییتر از ساختار همانندی استفاده شود. او نخستین هشتگ را در توییتر ارسال کرد:
نظر شما در مورد استفاده از # (پوند) برای گروه‌ها چیست؟ مثل #بارکمپ[پیام]؟

-کریس مسینا، ۲۳ اوت ۲۰۰۷
توییتر پیشنهاد مسینا برای استفاده از هشتگ را نپذیرفت اما استفاده از آن عملاً و پس از آنکه به‌طور گسترده در توییت‌های مربوط به آتش‌سوزی جنگل‌های سن دیگو در جنوب کالیفرنیا در سال ۲۰۰۷ از هشتگ استفاده شد، به تحقق پیوست. طبق نظر بن زیمر اولین بار اصطلاح «هشتگ» به‌طور رسمی در تاریخ ۲۶ اوت ۲۰۰۷ در پستی که استو بوید نوشته بود نامیده شد؛ به این شکل که «هشتگ = گروه‌های توییتری».

## عملکرد
هشتگ بیشتر در انجمنهای گفتگوی بدون‌ناظر و موقت استفاده می‌شود. هر ترکیبی از کارکترها که با علامت hash، شروع شده باشد، یک هشتگ است، و هر هشتگ، اگر توسط تعداد کافی از افراد ترویج شود، می‌تواند یک «trend» باشد و کاربران بیشتری را به بحثی که از آن هشتگ استفاده می‌کند، جذب کند. در توئیتر، وقتی یک هشتگ خیلی محبوب می‌شود، در صفحهٔ اصلی هر کاربر در بخش «موضوعات پرطرفدار» نمایش داده می‌شود. موضوعات پرطرفدار می‌توانند بر اساس منطقهٔ جغرافیایی یا بر اساس کل توئیتر سازماندهی شوند.
لینک‌های مخلوط توسط هیچ کاربر یا گروه کاربری ثبت و کنترل نمی‌شود، و نیز نمی‌توان آن‌ها را از استفادهٔ عمومی خارج کرد، به این معنی که لینک‌های مخلوط می‌توانند با یک پایایی نظری (بسته به طول عمر کلمه یا مجموعه‌ای از کارکترها که به یک زبان نوشته شده‌اند) به کار روند. آن‌ها همچنین هیچ‌کدام از تعاریف مجموعه‌ها را شامل نمی‌شوند، یعنی یک هشتگ می‌تواند با اهداف زیادی به کار رود، چنان‌که کسانی که از آن‌ها استفاده می‌کنند، به آن‌ها اعتقاد دارند.
تگ‌های مخلوط به دلیل طبیعت سست خود، اغلب شناخته‌شده‌تر هستند. چون به موضوعات مشخصی از یک بحث، بر اساس یک هشتگ خیلی خاص وابسته‌اند (مثلاً #cake، که در "thecakeisalie" قرار دارد) که با یک املای معمولی متفاوت است، اگرچه ممکن است این مسئله تبدیل شدن موضوعات به «موضوعات طرفدار» را دشوار کند (چون افراد اغلب از املا یا کلمات متفاوتی برای ارجاع موضوعات مشابه استفاده می‌کنند). برای trend موضوعات باید اتفاق‌نظر وجود داشته باشد (اعم از خاموش یا بیان‌شده) که هشتگ به آن موضوع خاص ارجاع می‌شود.
همچنین هشتگ مانند چراغی برای کاربران، در «دنبال کردن» (عضویت) یا «لیست کردن» (سازمان‌دهی به لیست تماس‌های عمومی) دیگر کاربران با علایق مشابه عمل می‌کند. تگ‌های مخلوط می‌توانند در اینستاگرام شبکه‌های اجتماعی، با ارسال تصاویر و هشتگ کردن موضوع آن، به کار روند. به عنوان مثال، یکی از عکس‌های شما و دوست‌تان می‌تواند با هشتگ #bffl یا #friends در شبکهٔ اجتماعی قرار گیرد.

## استفاده، خارج از شبکه‌های اجتماعی
ویژگی دیگر، خدمات غیرکوتاه پیام‌گرا، مانند سیستم‌های نظر کاربر در یوتیوب و Gawker Media است؛ در مورد دوم، تگ‌های مخلوط برای بخش نظرات وبلاگ و ارائهٔ نظرات به‌طور مستقیم، به منظور حفظ یک نرخ ثابت از فعالیت‌های کاربر مورد استفاده قرار می‌گیرد، حتی زمانی که وارد سایت نشده‌اند.
جمع‌کننده‌های جستجوی بی‌درنگ مانند جستجوی بی‌درنگ گوگل پیشین و Tagboard نیز تگ‌های مخلوط را در پست‌های هم‌زمان پشتیبانی می‌کند، به این معنی که تگ‌های مخلوط در پست‌های توئیتر را می‌توان به پست‌هایی که در زیر همان هشتگ می‌آید، هایپرلینک کرد؛ و این، نمایش «رودخانه» ای از پست‌های توئیتر را میسر می‌کند که می‌توانند از جستجوی عبارات یا تگ‌های مخلوط به دست آیند. Tagboard سرویسی است که یک صفحهٔ فرود منحصربه‌فرد و مجازی برای تگ‌های مخلوط استفاده‌شده در سایت‌های داده‌های اجتماعی مانند توئیتر، Instagram و Facebook فراهم می‌کند.

## کاربرد

### الگوهای رفتاری
یک پدیدهٔ خاص در سیستم توئیتر، الگوهای رفتاری میکرو هستند، که موضوعات جدیدی برای هشتگ ساخته‌شده هستند، و به‌طور گسترده به مدت چند روز استفاده، سپس ناپدید می‌شوند. این هشتگ‌ها در تعداد زیادی از وب‌سایت‌های دارای موضوعات پرطرفدار، شامل صفحهٔ آغازین توئیتر حضور دارند. تعاریفی برای بعضی از هشتگ‌ها در سایت hashtag.org وجود دارد. سایت‌های دیگر، مانند hashtag.com، استفاده از هشتگ را به دلایل دیگر تصویب کرد.

### ترویج
پدیدهٔ هشتگ برای تبلیغات، ترویج و هماهنگی‌های احتمالی استفاده می‌شود. سازمان‌های بزرگتر تنها روی یک هشتگ، یا تعداد کمی از آن‌ها تمرکز می‌کنند. با این حال، برخی افراد و سازمان‌ها تعداد زیادی از هشتگ‌ها را به کار می‌گیرند تا بر طیف گسترده‌ای از مفاهیم موردعلاقه‌شان تأکید کنند. تصمیم‌گیری در مورد اختصاصی کردن هشتگ‌ها یا ترویج یک طیف، بستگی به استراتژی بازاریابی کسانی که با آن درگیرند دارند.

#### رسانه‌های جمعی
از سال ۲۰۱۰، مجموعه‌های تلویزیونی در کانال‌های مختلف تلویزیونی از طریق اشکالات هشتگ‌ها «مارک»، خود را تبلیغ می‌کنند و این به عنوانی ابزاری برای ترویج backchannel از طرف کاربران آنلاین در بحث، قبل، حین و بعد از پخش آن قسمت به کار می‌رود. اشکالات هشتگ در هر دو گوشهٔ صفحهٔ نمایش ظاهر می‌شود، یا ممکن است در پایان یک تبلیغ دیده شود. (مثلاً یک تصویر متحرک تریلر)
در حالی که شخصیت‌های مرتبط با پخش برنامه (از جمله میزبان و خبرنگاران) نام‌کاربری توئیتر شخصی یا شرکت خود را برای دریافت mention و پاسخ به پست تبلیغ می‌کنند، استفاده از هشتگ‌ها مرتبط یا «مارک» در کنار نام‌کاربری توئیتر (مانند #edshow و نیز @edshow) به‌طور فزاینده‌ای به عنوان یک سبک وبلاگ‌نویسی میکرو، به منظور «trend» هشتگ (و بنابراین، موضوع بحث و گفتگو) در توئیتر و دیگر موتورهای جستجو تقویت می‌شود.
گویندگان از چنین سبکی به منظور انتخاب شاخص پست‌ها برای پخش زنده استفاده می‌کنند. Chloe Sladden، مدیر مشارکت‌های رسانه‌ای توئیتر، دو نوع استفاده از فرمت تلویزیون برای هشتگ‌ها را تعریف کرد: هشتگ‌های که برنامه‌های در حال پخش را معرفی می‌کند (مانند #SunnyFX) و هشتگ‌ها «موقت» و فوری، که توسط شخصیت‌های تلویزیونی برای سنجش واکنش‌های موضعی بینندگان در طول پخش صورت می‌گیرد.

#### ترویج رویدادها
رویدادهای سازمان‌دهی‌شدهٔ دنیای واقعی نیز از هشتگ‌ها و لیست‌های موقت برای بحث و ارتقاء در میان شرکت‌کنندگان استفاده می‌کند. هشتگ‌ها برای شرکت‌کنندگان در رویداد، به عنوان چراغی برای یافتن همدیگر، در توئیتر و (در بسیاری موارد) در وقایع زندگی واقعی به کار می‌رود.
شرکت‌ها و سازمان‌های حمایتی، از امتیاز بحث‌های مبتنی بر هشتگ برای ارتقا محصولات، خدمات یا مبارزات انتخاباتی خود استفاده کرده‌اند. اعتراضات و کمپین‌های سیاسی در آغاز سال ۲۰۱۰، مانند جنبش #OccupyWallStreet و #LibyaFeb17، با هشتگ‌ها سازمان‌دهی شده یا برای ارتقای بحث‌ها استفادهٔ زیادی از هشتگ‌ها شده‌است.

#### نارضایتی‌ها و شکایات کاربران
هشتگ‌ها اغلب در رسانه‌های اجتماعی نرم‌افزاری توسط مصرف‌کنندگان، برای شکایت در مورد تجربهٔ مشتری از خدمات شرکت‌های بزرگ، استفاده می‌شود. اصطلاح «bashtag» برای توصیف شرایطی ایجاد شده که در آن هشتگ یک شرکت رسانه‌های اجتماعی، برای انتقاد از آن یا توصیف خدمات ضعیفش به کار می‌رود.
مثلاً، در ژانویهٔ ۲۰۱۰، McDonald هشتگ #McDStories را ایجاد کرد تا مشتریان بتوانند تجربیات مثبت خود را در مورد این رستوران‌های زنجیره‌ای به اشتراک بگذارند. فعالیت‌های بازاریابی تنها دو ساعت بعد از اینکه McDonald شکایت‌های متعددی را به جای تجربیات مثبت مورد انتظار دریافت کرد، لغو شدند.

## در فرهنگ عمومی

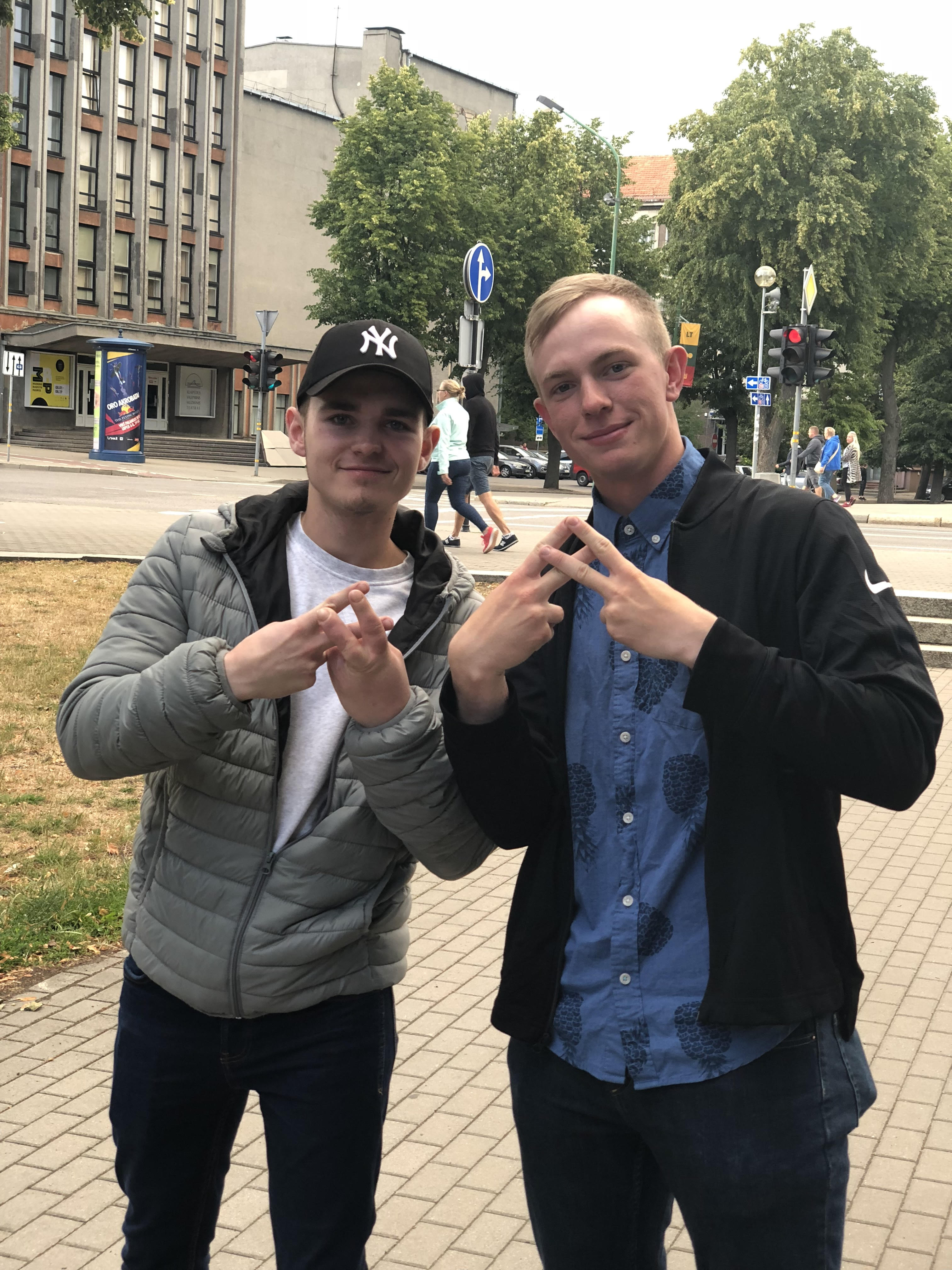
تصویر دو شخص که نشان‌دهنده تلاش جهانی برای ساختن مقاله در ویکی‌پدیا است و اینکه چگونه به یکدیگر نیاز داریم.

در طول مناظرهٔ رهبر حزب کانادا در آوریل ۲۰۱۱ رهبر جدید حزب دمکراتیک، Jack Layton، به سیاست‌های جرم Stephen Harper (نخست‌وزیر محافظه‌کار) به عنوان یک «شکست هشتگ» (احتمالاً “#Fail”) اشاره کرد.
ظاهراً در اواخر ۲۰۱۲، زنی از انگلستان در اقدامی مبتکرانه کودک خود را «Hashtag» نامید، که البته انتقادات زیادی را از سوی مردم در پی داشت. آن‌ها صدا زدن کودک را به چنین نامی از سوی مادرش، بی‌رحمانه دانستند.

## انتقاد
منتقدان از افزایش کارزارها در شبکه‌های اجتماعی و عدم حضور کاربران در "خیابان‌هاً به عنوان "انقلاب توییتری" یاد می‌کنند که یادآور واژه اسلاکتیویسم "Slacktivism" یا "تنبل‌گرایی" سال‌های دهه ۹۰ میلادی است. از سال ۲۰۱۳ روند کارزارهای اینترنتی رو به افزایش گذاشته‌است. منتقدان از فعالان آنلاین به‌خاطر عدم حضور در "خیابان" انتقاد می‌کنند. تحقیقات نشان می‌دهد یک "باز توییت" ساده از یک موضوع اعتراضی باعث رضایت خاطر کاربران می‌شود. به همین خاطر منتقدان به طعنه نام "Fell Good Activism" بر فعالان آنلاین نهاده‌اند. اما فعالان آنلاین می‌گویند اگر حضور در خیابان به معنی اعتراض به نابسامانی‌ها است، فعالیت در شبکه‌های اجتماعی هم به معنی اطلاع‌رسانی است، و اطلاع‌رسانی از نابسامانی‌ها در شبکه‌های اجتماعی از قابلیت "جهانی‌شدن" برخوردار است.

## انواع
اطلاع‌رسانی فعالان آنلاین در شبکه اجتماعی توییتر را می‌توان به‌طور کلی به هشت دسته تقسیم کرد. ۱. اعتراض سیاسی، ۲. فمینیسم و مبارزه با آزار جنسی، ۳. نژادپرستی، ۴. انتقاد از مصرف‌گرایی و کالاها، ۵. خشونت پلیس، ۶. آدم‌ربایی، ۷. «حکومت اسلامی»، ۸. موارد اعتراضی گوناگون.

### هشتگ‌های فمینیستی
اولین هشتک فمینیستی و مبارزه با آزار جنسی زنان با ChageTheRatio# در سال ۲۰۱۰ میلادی شروع شد که تعداد آن در سپتامبر سال ۲۰۱۴ با هشتک HeForShe#به سیزده رسیده‌است.

### هشتگ‌های اعتراضی گوناگون
مدت کوتاهی پس از اعتراضات به نتایج انتخابات ریاست جمهوری در ایران در سال ۲۰۰۹ از یک هشتک برای نشان دادن اعتراض دانشجویان در آلمان استفاده شد. در سال ۲۰۱۰ هم برای دومین‌بار در اعتراض به بمباران مناطق مسکونی توسط پهپادهای آمریکایی در پاکستان از هشتگ #GameOfDrones استفاده شد. تا ماه سپتامبر سال ۲۰۱۴ در مجموع ۱۳ نوع هشتک اعتراضی گوناگون بکار گرفته شده‌است. این هشتگ‌ها از GunControlNow# بعد از حادثه تیراندازی در شهر نیوتاون آمریکا گرفته تا StopWatchingUS# بعد از افشاگری‌های ادوارد اسنودن در زمینه جاسوسی آژانس امنیت ملی آمریکا را شامل شده‌اند.

### هشتگ‌های ضد نژادپرستی
با کشته شدن جوان ۱۷ ساله سیاه‌پوست آمریکایی نخستین هشتگ ضد نژادپرستی با عنوان Justice4-Trayvon # در ماه فوریه سال ۲۰۱۲ به اطلاع‌رسانی پرداخت. تا ماه آوریل سال ۲۰۱۴ تعداد این هشتک‌ها با TheyGunnedMeDown# به هفت مورد رسید.

### انتقاد از مصرف‌گرایی و کالاها
با هشتک IchkaufDasNicht# «من این را نمی‌خرم» فعالان آلمانی در سال ۲۰۱۳ به تی‌شرت دخترانه یک شرکت اعتراض کردند که در روی آن نوشته شده بود «من دکوراسیون ساعت ریاضی در مدرسه هستم». از آغاز سال ۲۰۱۴نیز با InsideOut# در این زمینه اطلاع‌رسانی می‌شود.

### انتقاد از اعمال خشونت پلیس
با هشتک‌های MyNYPD# و DankePolizei# فعالان آنلاین از ماه آوریل سال ۲۰۱۴ به اعمال خشونت پلیس می‌پردازند و تجربیات شهروندان را منتشر می‌کنند.

### آدم‌ربایی
یکی از بزرگ‌ترین هشتک‌گذاری‌ها با BringBackOurGirls# در مورد ربوده شدن بیش از ۲۰۰ دختر دانش‌آموز نیجریه‌ای از سوی نیروهای اسلام‌گرای بوکوحرام است. با Douma4 # نیز کنشگران در مورد ربوده شدن رزان زیتونه، وکیل و فعال حقوق‌بشر در سوریه فعالیت می‌کنند.

### داعش
با اوج‌گیری فعالیت‌تروریست‌های موسوم به «حکومت اسلامی» یا داعش و انتشار ویدئوهای کشتار در سوریه و عراق از ماه سپتامبر سال ۲۰۱۴ به این سو چهار هشتک به این موضوع پرداخته‌اند: NotInMyName، #WeAreN، #ISISMedieblackout# و AskIslamicState#.